# Погари (Починковский район)
Погари — исчезнувшая деревня в Починковском районе Смоленской области России.
Располагалась между существующими сейчас деревнями Митюли, Дмитриевка и Азаровка Починковского района. В 12 км к северу находится город Починок.

## История
Деревня отмечена на Плане Генерального Межевания 1780—1790 годов.
В 1859 году деревня Смоленского уезда с 18 дворами и 217 жителями.
На карте РККА 1924,1926 года деревня с 31 двором.
На послевоенных картах и справочниках деревня не обозначена.